# Église de la Sainte-Trinité de Vranovo
Pour les articles homonymes, voir Église de la Sainte-Trinité.
L'église de la Sainte-Trinité de Vranovo (en serbe cyrillique : Црква Свете Тројице у Вранову ; en serbe latin : Crkva Svete Trojice u Vranovu) est une église orthodoxe serbe située à Vranovo, sur le territoire de la ville de Smederevo et dans le district de Podunavlje en Serbie. Elle est inscrite sur la liste des monuments culturels protégés de la république de Serbie (identifiant no SK 1727).

## Présentation

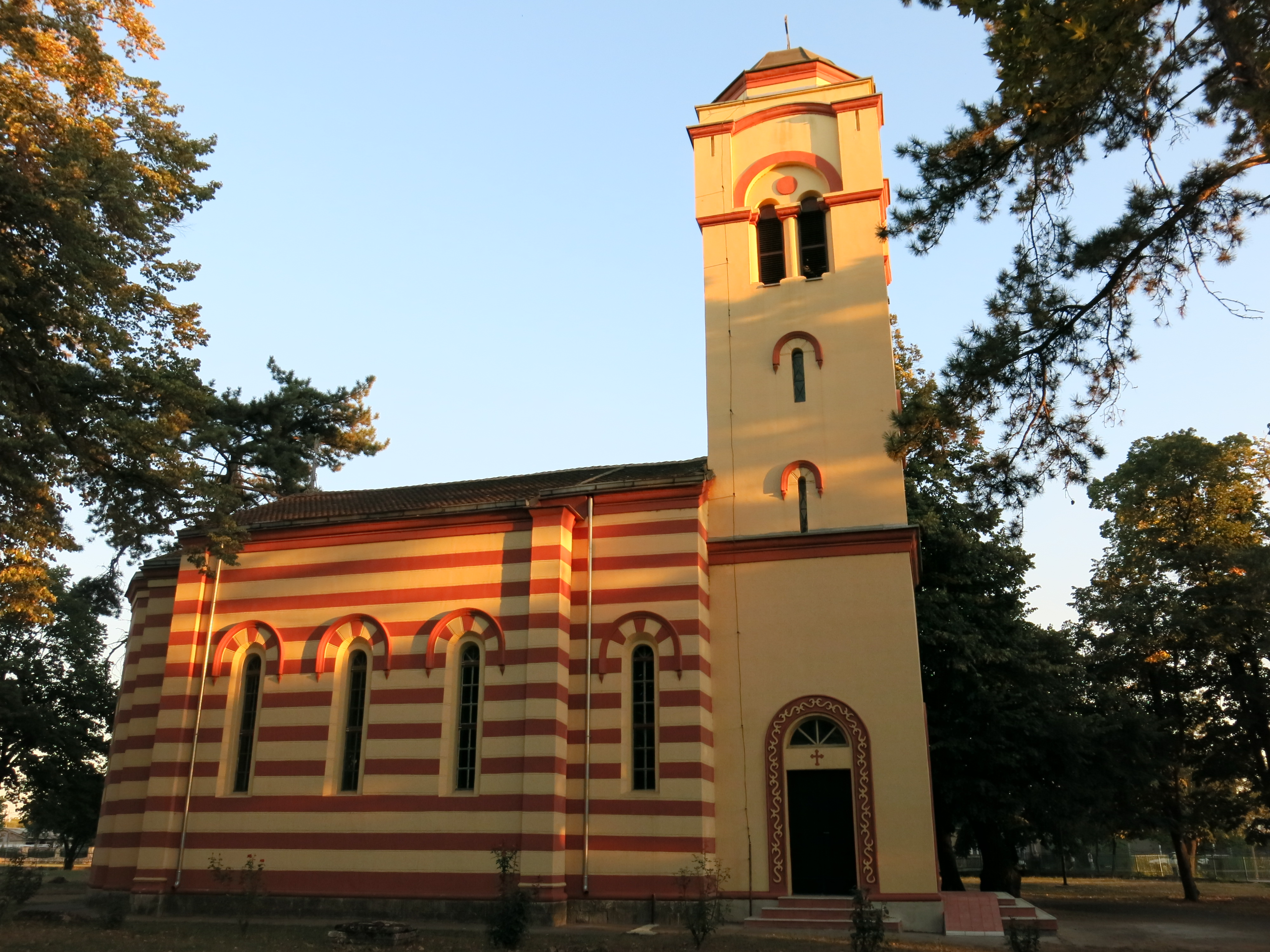
Autre vue de l'église.

L'église a été construite en 1893 sur des plans conçus par les architectes Jovan Ilkić et Aleksandar Bugarski en 1883 pour l'église de Žlne près de Knjaževac. Elle est caractéristique du style serbo-byzantin, une variante serbe du style néo-byzantin.
L'église, de dimensions modestes, est constituée d'une nef prolongée par une abside à l'est ; la façade occidentale est dominée par un clocher rectangulaire d'allure massive. Les façades sont rythmées par une alternance de bandes horizontales rouges et ocre, par des fenêtres simples ou géminées et par les portails d'entrée.
À l'intérieur, l'édifice est dominé par une iconostase de style classique dont les icônes ont été réalisées par un artiste inconnu.